# 東京厚生信用組合
東京厚生信用組合（とうきょうこうせいしんようくみあい）は、東京都新宿区に本店を置く信用組合。
主に福祉、医薬、環境衛生、食品等を取り扱う業種を対象とした業域の信用組合である。

## 沿革
- 1953年8月 - 台東区に東京厚生信用組合設立。
- 1964年10月 - 新宿支店開設。
- 1967年6月 - 店舗所在地区として台東区、新宿区の営業認可を受ける。
- 1968年10月 - 小平支店開設。
- 1972年4月 - 青梅支店開設。
- 1974年6月 - 地域信用組合の営業範囲の一部として、千代田区・中央区・渋谷区・中野区・小平市・田無市（現：西東京市）・東久留米市・東村山市・青梅市・羽村市の営業認可を受ける。
- 1977年8月 - 新宿区西新宿に新本店ビルを建設。本店を浅草より移転するとともに、新宿支店を合併し、営業開始。旧本店を浅草支店として営業開始。
- 2008年8月 - 神奈川県川崎市・横浜市、埼玉県所沢市・朝霞市・入間市・飯能市・戸田市・新座市の2県8市の業域営業認可を受ける。